# NGC 3845
NGC 3845 is een spiraalvormig sterrenstelsel in het sterrenbeeld Leeuw. Het hemelobject werd op 17 maart 1831 ontdekt door de Britse astronoom John Herschel.

## Synoniemen
- MCG 3-30-74
- ZWG 97.100
- PGC 36470